# Liste der Nummer-eins-Hits in der Schweiz (1996)
Dies ist eine Liste der Nummer-eins-Hits in der Schweiz im Jahr 1996. Sie basiert auf den Top 100 Singles und Top 100 Alben der offiziellen Schweizer Hitparade. Es gab in diesem Jahr 13 Nummer-eins-Singles und 19 Nummer-eins-Alben.

## Singles
| ← 1995 ← | Liste der Nummer-eins-Hits in der Schweiz | Liste der Nummer-eins-Hits in der Schweiz | Liste der Nummer-eins-Hits in der Schweiz | 1997 →                    |
| \| Zeitraum \| Wo. ges. \| Interpret \| Titel Autor(en) \| Zusätzliche Informationen \| \| (Zeitraum, Wochen auf Platz eins, Interpret, Titel, Autor[en], zusätzliche Informationen) \| \| \| \| \| \| ----------------------------------------------------------------------------------------- \| -------- \| ------------------ \| --------------------------------------------------------------------------------------------------------------------------------------------------------------------------------- \| ------------------------- \| \| 24. Dezember 1995 – 20. Januar 1996 4 Wochen (insgesamt 5) \| 5 \| Michael Jackson \| Earth Song Michael Joe Jackson \| – \| \| 21. Januar 1996 – 17. Februar 1996 4 Wochen \| 4 \| Coolio feat. L. V. \| Gangsta’s Paradise Stevie Wonder, Artis L. Ivey Jr., Douglas B. Rasheed, Larry James Sanders \| – \| \| 18. Februar 1996 – 11. Mai 1996 12 Wochen (insgesamt 13) \| 13 \| Robert Miles \| Children Roberto Concina \| – \| \| 12. Mai 1996 – 18. Mai 1996 1 Woche (insgesamt 4) \| 4 \| Los del Río \| Macarena (Bayside Boys Remix) Antonio Romero Monge, Rafael Ruiz Perdigones \| – \| \| 19. Mai 1996 – 25. Mai 1996 1 Woche (insgesamt 13) \| 13 \| Robert Miles \| Children Roberto Concina \| – \| \| 26. Mai 1996 – 1. Juni 1996 1 Woche (insgesamt 4) \| 4 \| Los del Río \| Macarena Antonio Romero Monge, Rafael Ruiz Perdigones \| – \| \| 2. Juni 1996 – 8. Juni 1996 1 Woche (insgesamt 4) \| 4 \| Mr. President \| Coco Jamboo Musik: Rainer Gaffrey, Kai Matthiesen; Text: Rainer Gaffrey, Delroy Rennalls \| – \| \| 9. Juni 1996 – 15. Juni 1996 1 Woche (insgesamt 4) \| 4 \| Los del Río \| Macarena Antonio Romero Monge, Rafael Ruiz Perdigones \| – \| \| 16. Juni 1996 – 22. Juni 1996 1 Woche (insgesamt 4) \| 4 \| Mr. President \| Coco Jamboo Musik: Rainer Gaffrey, Kai Matthiesen; Text: Rainer Gaffrey, Delroy Rennalls \| – \| \| 23. Juni 1996 – 29. Juni 1996 1 Woche (insgesamt 4) \| 4 \| Los del Río \| Macarena Antonio Romero Monge, Rafael Ruiz Perdigones \| – \| \| 30. Juni 1996 – 13. Juli 1996 2 Wochen (insgesamt 4) \| 4 \| Mr. President \| Coco Jamboo Musik: Rainer Gaffrey, Kai Matthiesen; Text: Rainer Gaffrey, Delroy Rennalls \| – \| \| 14. Juli 1996 – 27. Juli 1996 2 Wochen (insgesamt 7) \| 7 \| The Fugees \| Killing Me Softly Musik: Charles Fox; Text: Norman Gimbel \| – \| \| 28. Juli 1996 – 3. August 1996 1 Woche \| 1 \| The Kelly Family \| I Can’t Help Myself (I Love You, I Want You) Kelly Family \| – \| \| 3. August 1996 – 24. August 1996 3 Wochen (insgesamt 7) \| 7 \| The Fugees \| Killing Me Softly Musik: Charles Fox; Text: Norman Gimbel \| – \| \| 25. August 1996 – 31. August 1996 1 Woche \| 1 \| Faithless \| Insomnia Rollo Armstrong, Ayalah Bentovim, Maxwell Alexander Fraser \| – \| \| 1. September 1996 – 14. September 1996 2 Wochen (insgesamt 7) \| 7 \| The Fugees \| Killing Me Softly Musik: Charles Fox; Text: Norman Gimbel \| – \| \| 15. September 1996 – 19. Oktober 1996 5 Wochen \| 5 \| Spice Girls \| Wannabe Matthew Paul Rowbottom, Richard Frederick Stannard, Melanie Janine Brown, Victoria Caroline Beckham, Geraldine Estelle Halliwell, Emma Lee Bunton, Melanie Jayne Chisholm \| – \| \| 20. Oktober 1996 – 2. November 1996 2 Wochen \| 2 \| Faithless \| Salva mea Rollo Armstrong, Ayalah Bentovim, Maxwell Alexander Fraser \| – \| \| 3. November 1996 – 23. November 1996 3 Wochen \| 3 \| Die Toten Hosen \| Zehn kleine Jägermeister Musik: Wolfgang Rohde; Text: Andreas Frege, Hanns Christian Müller \| – \| \| 24. November 1996 – 14. Dezember 1996 3 Wochen \| 3 \| Backstreet Boys \| Quit Playing Games (with My Heart) Martin Karl Sandberg, Herbert St. Clair Crichlow \| – \| \| 14. Dezember 1996 – 4. Januar 1997 3 Wochen \| 3 \| Tic Tac Toe \| Verpiss’ dich Musik: Thorsten Börger; Text: Thorsten Börger, Claudia Alexandra Wohlfromm, Liane Wiegelmann \| – \| |                                           |                                           | |                           |
| ← 1995 |                                           |                                           | | → 1997 →                  |
| Zeitraum | Wo. ges.                                  | Interpret                                 | Titel Autor(en) | Zusätzliche Informationen |
| (Zeitraum, Wochen auf Platz eins, Interpret, Titel, Autor[en], zusätzliche Informationen) |                                           |                                           | |                           |
| 24. Dezember 1995 – 20. Januar 1996 4 Wochen (insgesamt 5) | 5                                         | Michael Jackson                           | Earth Song Michael Joe Jackson | –                         |
| 21. Januar 1996 – 17. Februar 1996 4 Wochen | 4                                         | Coolio feat. L. V.                        | Gangsta’s Paradise Stevie Wonder, Artis L. Ivey Jr., Douglas B. Rasheed, Larry James Sanders                                                                                      | –                         |
| 18. Februar 1996 – 11. Mai 1996 12 Wochen (insgesamt 13) | 13                                        | Robert Miles                              | Children Roberto Concina | –                         |
| 12. Mai 1996 – 18. Mai 1996 1 Woche (insgesamt 4) | 4                                         | Los del Río                               | Macarena (Bayside Boys Remix) Antonio Romero Monge, Rafael Ruiz Perdigones | –                         |
| 19. Mai 1996 – 25. Mai 1996 1 Woche (insgesamt 13) | 13                                        | Robert Miles                              | Children Roberto Concina | –                         |
| 26. Mai 1996 – 1. Juni 1996 1 Woche (insgesamt 4) | 4                                         | Los del Río                               | Macarena Antonio Romero Monge, Rafael Ruiz Perdigones | –                         |
| 2. Juni 1996 – 8. Juni 1996 1 Woche (insgesamt 4) | 4                                         | Mr. President                             | Coco Jamboo Musik: Rainer Gaffrey, Kai Matthiesen; Text: Rainer Gaffrey, Delroy Rennalls                                                                                          | –                         |
| 9. Juni 1996 – 15. Juni 1996 1 Woche (insgesamt 4) | 4                                         | Los del Río                               | Macarena Antonio Romero Monge, Rafael Ruiz Perdigones | –                         |
| 16. Juni 1996 – 22. Juni 1996 1 Woche (insgesamt 4) | 4                                         | Mr. President                             | Coco Jamboo Musik: Rainer Gaffrey, Kai Matthiesen; Text: Rainer Gaffrey, Delroy Rennalls                                                                                          | –                         |
| 23. Juni 1996 – 29. Juni 1996 1 Woche (insgesamt 4) | 4                                         | Los del Río                               | Macarena Antonio Romero Monge, Rafael Ruiz Perdigones | –                         |
| 30. Juni 1996 – 13. Juli 1996 2 Wochen (insgesamt 4) | 4                                         | Mr. President                             | Coco Jamboo Musik: Rainer Gaffrey, Kai Matthiesen; Text: Rainer Gaffrey, Delroy Rennalls                                                                                          | –                         |
| 14. Juli 1996 – 27. Juli 1996 2 Wochen (insgesamt 7) | 7                                         | The Fugees                                | Killing Me Softly Musik: Charles Fox; Text: Norman Gimbel | –                         |
| 28. Juli 1996 – 3. August 1996 1 Woche | 1                                         | The Kelly Family                          | I Can’t Help Myself (I Love You, I Want You) Kelly Family | –                         |
| 3. August 1996 – 24. August 1996 3 Wochen (insgesamt 7) | 7                                         | The Fugees                                | Killing Me Softly Musik: Charles Fox; Text: Norman Gimbel | –                         |
| 25. August 1996 – 31. August 1996 1 Woche | 1                                         | Faithless                                 | Insomnia Rollo Armstrong, Ayalah Bentovim, Maxwell Alexander Fraser | –                         |
| 1. September 1996 – 14. September 1996 2 Wochen (insgesamt 7) | 7                                         | The Fugees                                | Killing Me Softly Musik: Charles Fox; Text: Norman Gimbel | –                         |
| 15. September 1996 – 19. Oktober 1996 5 Wochen | 5                                         | Spice Girls                               | Wannabe Matthew Paul Rowbottom, Richard Frederick Stannard, Melanie Janine Brown, Victoria Caroline Beckham, Geraldine Estelle Halliwell, Emma Lee Bunton, Melanie Jayne Chisholm | –                         |
| 20. Oktober 1996 – 2. November 1996 2 Wochen | 2                                         | Faithless                                 | Salva mea Rollo Armstrong, Ayalah Bentovim, Maxwell Alexander Fraser | –                         |
| 3. November 1996 – 23. November 1996 3 Wochen | 3                                         | Die Toten Hosen                           | Zehn kleine Jägermeister Musik: Wolfgang Rohde; Text: Andreas Frege, Hanns Christian Müller                                                                                       | –                         |
| 24. November 1996 – 14. Dezember 1996 3 Wochen | 3                                         | Backstreet Boys                           | Quit Playing Games (with My Heart) Martin Karl Sandberg, Herbert St. Clair Crichlow                                                                                               | –                         |
| 14. Dezember 1996 – 4. Januar 1997 3 Wochen | 3                                         | Tic Tac Toe                               | Verpiss’ dich Musik: Thorsten Börger; Text: Thorsten Börger, Claudia Alexandra Wohlfromm, Liane Wiegelmann                                                                        | –                         |

## Alben
| ← 1995 ← | Liste der Nummer-eins-Hits in der Schweiz | Liste der Nummer-eins-Hits in der Schweiz | Liste der Nummer-eins-Hits in der Schweiz | 1997 →                    |
| \| Zeitraum \| Wo. ges. \| Interpret \| Titel \| Zusätzliche Informationen \| \| (Zeitraum, Wochen auf Platz eins, Interpret, Titel, zusätzliche Informationen) \| \| \| \| \| \| ------------------------------------------------------------------------------ \| -------- \| ---------------- \| --------------------------------- \| ------------------------- \| \| 19. November 1995 – 27. Januar 1996 10 Wochen \| 10 \| Queen \| Made in Heaven \| – \| \| 28. Januar 1996 – 9. März 1996 6 Wochen \| 6 \| Gotthard \| G. \| – \| \| 10. März 1996 – 16. März 1996 1 Woche \| 1 \| Oasis \| (What’s the Story) Morning Glory? \| – \| \| 17. März 1996 – 23. März 1996 1 Woche \| 1 \| Sting \| Mercury Falling \| – \| \| 24. März 1996 – 13. April 1996 3 Wochen (insgesamt 6) \| 6 \| Céline Dion \| Falling into You \| – \| \| 14. April 1996 – 27. April 1996 2 Wochen \| 2 \| Tina Turner \| Wildest Dreams \| – \| \| 28. April 1996 – 18. Mai 1996 3 Wochen (insgesamt 6) \| 6 \| Céline Dion \| Falling into You \| – \| \| 19. Mai 1996 – 25. Mai 1996 1 Woche \| 1 \| Backstreet Boys \| Backstreet Boys \| – \| \| 26. Mai 1996 – 15. Juni 1996 3 Wochen (insgesamt 8) \| 8 \| Eros Ramazzotti \| Dove c’è musica \| – \| \| 16. Juni 1996 – 22. Juni 1996 1 Woche \| 1 \| Metallica \| Load \| – \| \| 23. Juni 1996 – 27. Juli 1996 5 Wochen (insgesamt 8) \| 8 \| Eros Ramazzotti \| Dove c’è musica \| – \| \| 28. Juli 1996 – 21. September 1996 8 Wochen \| 8 \| Fugees \| The Score \| – \| \| 22. September 1996 – 5. Oktober 1996 2 Wochen \| 2 \| R.E.M. \| New Adventures in Hi-Fi \| – \| \| 6. Oktober 1996 – 12. Oktober 1996 1 Woche \| 1 \| Laura Pausini \| La cose che vivi \| – \| \| 13. Oktober 1996 – 26. Oktober 1996 2 Wochen (insgesamt 3) \| 3 \| DJ BoBo \| World in Motion \| – \| \| 27. Oktober 1996 – 2. November 1996 1 Woche \| 1 \| Phil Collins \| Dance into the Light \| – \| \| 3. November 1996 – 9. November 1996 1 Woche (insgesamt 3) \| 3 \| DJ BoBo \| World in Motion \| – \| \| 10. November 1996 – 30. November 1996 3 Wochen \| 3 \| The Kelly Family \| Almost Heaven \| – \| \| 1. Dezember 1996 – 7. Dezember 1996 1 Woche \| 1 \| Prince \| Emancipation \| – \| \| 8. Dezember 1996 – 14. Dezember 1996 1 Woche \| 1 \| Stephan Eicher \| 1000 vies \| – \| \| 15. Dezember 1996 – 21. Dezember 1996 1 Woche \| 1 \| Céline Dion \| Live à Paris \| – \| \| 22. Dezember 1996 – 4. Januar 1997 2 Wochen \| 2 \| Die Schlümpfe \| Voll der Winter Vol. 4 \| – \| |                                           |                                           |                                           |                           |
| ← 1995 |                                           |                                           |                                           | → 1997 →                  |
| Zeitraum | Wo. ges.                                  | Interpret                                 | Titel                                     | Zusätzliche Informationen |
| (Zeitraum, Wochen auf Platz eins, Interpret, Titel, zusätzliche Informationen) |                                           |                                           |                                           |                           |
| 19. November 1995 – 27. Januar 1996 10 Wochen | 10                                        | Queen                                     | Made in Heaven                            | –                         |
| 28. Januar 1996 – 9. März 1996 6 Wochen | 6                                         | Gotthard                                  | G.                                        | –                         |
| 10. März 1996 – 16. März 1996 1 Woche | 1                                         | Oasis                                     | (What’s the Story) Morning Glory?         | –                         |
| 17. März 1996 – 23. März 1996 1 Woche | 1                                         | Sting                                     | Mercury Falling                           | –                         |
| 24. März 1996 – 13. April 1996 3 Wochen (insgesamt 6) | 6                                         | Céline Dion                               | Falling into You                          | –                         |
| 14. April 1996 – 27. April 1996 2 Wochen | 2                                         | Tina Turner                               | Wildest Dreams                            | –                         |
| 28. April 1996 – 18. Mai 1996 3 Wochen (insgesamt 6) | 6                                         | Céline Dion                               | Falling into You                          | –                         |
| 19. Mai 1996 – 25. Mai 1996 1 Woche | 1                                         | Backstreet Boys                           | Backstreet Boys                           | –                         |
| 26. Mai 1996 – 15. Juni 1996 3 Wochen (insgesamt 8) | 8                                         | Eros Ramazzotti                           | Dove c’è musica                           | –                         |
| 16. Juni 1996 – 22. Juni 1996 1 Woche | 1                                         | Metallica                                 | Load                                      | –                         |
| 23. Juni 1996 – 27. Juli 1996 5 Wochen (insgesamt 8) | 8                                         | Eros Ramazzotti                           | Dove c’è musica                           | –                         |
| 28. Juli 1996 – 21. September 1996 8 Wochen | 8                                         | Fugees                                    | The Score                                 | –                         |
| 22. September 1996 – 5. Oktober 1996 2 Wochen | 2                                         | R.E.M.                                    | New Adventures in Hi-Fi                   | –                         |
| 6. Oktober 1996 – 12. Oktober 1996 1 Woche | 1                                         | Laura Pausini                             | La cose che vivi                          | –                         |
| 13. Oktober 1996 – 26. Oktober 1996 2 Wochen (insgesamt 3) | 3                                         | DJ BoBo                                   | World in Motion                           | –                         |
| 27. Oktober 1996 – 2. November 1996 1 Woche | 1                                         | Phil Collins                              | Dance into the Light                      | –                         |
| 3. November 1996 – 9. November 1996 1 Woche (insgesamt 3) | 3                                         | DJ BoBo                                   | World in Motion                           | –                         |
| 10. November 1996 – 30. November 1996 3 Wochen | 3                                         | The Kelly Family                          | Almost Heaven                             | –                         |
| 1. Dezember 1996 – 7. Dezember 1996 1 Woche | 1                                         | Prince                                    | Emancipation                              | –                         |
| 8. Dezember 1996 – 14. Dezember 1996 1 Woche | 1                                         | Stephan Eicher                            | 1000 vies                                 | –                         |
| 15. Dezember 1996 – 21. Dezember 1996 1 Woche | 1                                         | Céline Dion                               | Live à Paris                              | –                         |
| 22. Dezember 1996 – 4. Januar 1997 2 Wochen | 2                                         | Die Schlümpfe                             | Voll der Winter Vol. 4                    | –                         |

## Jahreshitparaden
| ← 1995 ← | Liste der Nummer-eins-Hits in der Schweiz | Liste der Nummer-eins-Hits in der Schweiz | Liste der Nummer-eins-Hits in der Schweiz | 1997 →   |
| \| Singles \| Position# \| Alben \| \| --------------------------------------------------------------------------------------------------------------- \| --------- \| --------------------------------------- \| \| Macarena (Bayside Boys Remix) Los del Río Antonio Romero Monge, Rafael Ruiz Perdigones \| 1 \| D’eux Céline Dion \| \| Insomnia Faithless Rollo Armstrong, Ayalah Bentovim, Maxwell Alexander Fraser \| 2 \| Falling into You Céline Dion \| \| Children Robert Miles Roberto Concina \| 3 \| Jagged Little Pill Alanis Morissette \| \| Lemon Tree Fools Garden Volker Hinkel, Peter Freudenthaler \| 4 \| Backstreet Boys \| \| We’ve Got It Goin’ On Backstreet Boys Martin Karl Sandberg, Dag Krister Volle; Text: Herbert St. Clair Crichlow \| 5 \| Dove c’è musica Eros Ramazzotti \| \| Killing Me Softly The Fugees Musik: Charles Fox; Text: Norman Gimbel \| 6 \| The Score The Fugees \| \| Coco Jamboo Mr. President Musik: Rainer Gaffrey, Kai Matthiesen; Text: Rainer Gaffrey, Delroy Rennalls \| 7 \| Tic Tac Toe \| \| They Don’t Care About Us Michael Jackson Michael Joe Jackson \| 8 \| Dish of the Day Fools Garden \| \| I Can’t Help Myself (I Love You, I Want You) Kelly Family \| 9 \| Wildest Dreams Tina Turner \| \| Saletti Harry Hasler Gregory Wachter, Viktor Giacobbo, Markus Köbeli \| 1 \| (What’s the Story) Morning Glory? Oasis \| |                                           |                                           |                                           |          |
| ← 1995 |                                           |                                           |                                           | → 1997 → |
| Singles | Position#                                 | Alben                                     |                                           |          |
| Macarena (Bayside Boys Remix) Los del Río Antonio Romero Monge, Rafael Ruiz Perdigones | 1                                         | D’eux Céline Dion                         |                                           |          |
| Insomnia Faithless Rollo Armstrong, Ayalah Bentovim, Maxwell Alexander Fraser | 2                                         | Falling into You Céline Dion              |                                           |          |
| Children Robert Miles Roberto Concina | 3                                         | Jagged Little Pill Alanis Morissette      |                                           |          |
| Lemon Tree Fools Garden Volker Hinkel, Peter Freudenthaler | 4                                         | Backstreet Boys                           |                                           |          |
| We’ve Got It Goin’ On Backstreet Boys Martin Karl Sandberg, Dag Krister Volle; Text: Herbert St. Clair Crichlow | 5                                         | Dove c’è musica Eros Ramazzotti           |                                           |          |
| Killing Me Softly The Fugees Musik: Charles Fox; Text: Norman Gimbel | 6                                         | The Score The Fugees                      |                                           |          |
| Coco Jamboo Mr. President Musik: Rainer Gaffrey, Kai Matthiesen; Text: Rainer Gaffrey, Delroy Rennalls | 7                                         | Tic Tac Toe                               |                                           |          |
| They Don’t Care About Us Michael Jackson Michael Joe Jackson | 8                                         | Dish of the Day Fools Garden              |                                           |          |
| I Can’t Help Myself (I Love You, I Want You) Kelly Family | 9                                         | Wildest Dreams Tina Turner                |                                           |          |
| Saletti Harry Hasler Gregory Wachter, Viktor Giacobbo, Markus Köbeli | 1                                         | (What’s the Story) Morning Glory? Oasis   |                                           |          |